# 릴리안 베탕쿠르
릴리안 앙리에트 샤를로트 베탕쿠르(Liliane Henriette Charlotte Bettencourt, fr; 혼전 성 슈엘러; 1922년 10월 21일 – 2017년 9월 21일)는 프랑스의 상속인, 사교계 명사이자 사업가였다. 그녀는 로레알 이사회의 이사이자 주요 주주 중 한 명이었다. 사망 당시 그녀는 순자산 443억 달러로 세계에서 가장 부유한 여성이자 세계에서 14번째로 부유한 사람이었다.

## 전기
그녀는 1922년 10월 21일 파리에서 태어났으며, 루이즈 마들렌 베르트(본명 돈시외)와 세계 최대 화장품 및 미용 회사 중 하나인 로레알의 설립자 외젠 슈엘러의 외동딸이었다. 릴리안이 5살 때 어머니가 돌아가셨고, 그녀는 아버지와 깊은 유대 관계를 맺었으며, 아버지는 나중에 릴리안의 영국인 가정교사와 결혼했다. 15세에 그녀는 견습생으로 아버지 회사에 입사하여 화장품을 섞고 샴푸병에 라벨을 붙였다.
1950년, 그녀는 1960년대와 1970년대 프랑스 정부에서 각료를 지냈고 로레알의 부회장이 된 프랑스 정치인 앙드레 베탕쿠르와 결혼했다. 베탕쿠르 씨는 릴리안의 아버지, 즉 나치 동조자가 1930년대에 자금을 지원하고 지지했으며 1937년 구성원들이 체포된 폭력적인 프랑스 파시즘 친-국가사회주의 독일 노동자당 단체인 라 카굴의 일원이었다. 전쟁 후, 그녀의 남편은 라 카굴의 다른 구성원들과 마찬가지로 정치적으로 불편한 과거에도 불구하고 로레알에서 피난처를 얻었다. 결국, 베탕쿠르 부부는 1951년에 지어지고 아르데코 양식으로 꾸며진 프랑스 뇌이쉬르센의 들라보르데르 거리의 대저택에 정착했다. 그들은 1953년에 태어난 외동딸 프랑수아즈를 두었다.
1957년, 베탕쿠르는 아버지의 사망으로 로레알 재산을 상속받아 주요 주주가 되었다. 1963년, 회사는 상장되었지만, 베탕쿠르는 여전히 대다수 지분을 소유했다. 1974년, 프랑스 선거 후 회사가 국유화될 것을 우려하여, 그녀는 자신의 지분 거의 절반을 네슬레 SA의 3%(3%) 지분과 교환했다.
2012년 12월 기준으로, 베탕쿠르는 로레알의 발행 주식 185,661,879주(30.5%)를 소유했으며, 그 중 76,441,389주(12.56%)는 (딸을 위해) 신탁으로 효과적으로 보유되었다. 나머지는 다음과 같이 소유되었다: 네슬레가 178,381,021주(29.78%), 공모된 주식은 229,933,941주(37.76%), 나머지는 자기 주식 또는 회사 저축 계획으로 보유되었다. 베탕쿠르 가족과 네슬레는 주주 계약에 따라 협력했다. 베탕쿠르는 2012년 2월 13일 이사회 이사직을 마쳤고, 그녀의 손자인 장빅토르가 이사회 이사로 임명되었다. 베탕쿠르의 딸과 사위(장피에르 메이예르)도 이사회 이사이다.
베탕쿠르는 일반적으로 언론의 관심을 피하고 인터뷰를 거의 하지 않았다. 2007년부터 그녀는 프랑수아마리 바니에와의 관계, 딸 프랑수아즈와의 소원, 그리고 전 프랑스 대통령 니콜라 사르코지를 포함한 보수 프랑스 정치인들에 대한 자금 지원 의혹으로 인해 언론의 intense한 관심과 홍보에 직면했다. 2012년 8월, 그녀는 그녀의 개인 섬인 다로스섬을 스위스 세이브 아워 시스 재단과 연계된 세이셸 등록 환경 보존 회사에 6천만 파운드에 매각했다.
베탕쿠르는 2017년 9월 21일에 사망했다. 장례식은 뇌이쉬르센의 Église Saint-Pierre에서 거행되었다.

## 자선 활동
1987년, 베탕쿠르는 남편 및 딸과 함께 의학, 문화, 인도주의 프로젝트를 지원하고 개발하기 위해 베탕쿠르 슈엘러 재단(la Fondation Bettencourt Schueller)을 설립했다. 이 재단은 뇌이쉬르센에 기반을 두고 있다. 1억 5천만 유로의 자산과 연간 약 1,500만 유로의 예산을 가진 이 재단은 기금의 약 55%를 과학 교육 및 연구에, 33%를 인도주의 및 사회 프로젝트에, 12%를 문화 및 예술에 할애한다.
2008년, 재단은 마르모탕 모네 미술관에 새로운 모네 관을 건립하는 데 자금을 지원했다. 반대로 2007년, 베탕쿠르는 피터 브라베크-렛마테와 함께 오염된 이유식을 확산시키고 수자원을 독점하며 아동 노동을 용인한 죄로 지구를 파괴한 공로를 인정받아 블랙 플래닛 어워드를 공동 "수상"했다.

## 미술품 소장
베탕쿠르는 마티스, 피카소, 페르낭 레제, 드랭, 수틴, 몬드리안, 룰만 가구를 포함한 미술품 컬렉션을 소장했다고 한다.

## "베탕쿠르 사건"
대부분의 설명에 따르면 베탕쿠르는 1987년 프랑스 잡지 에고이스트의 사진 촬영 의뢰를 받았을 때 프랑스 작가, 예술가, 유명인 사진작가인 프랑수아마리 바니에를 만났다. 이후 수년 동안 바니에와 베탕쿠르는 친구가 되었고 그녀는 그의 후원자가 되어 약 13억 유로에 달하는 것으로 추정되는 선물을 주었다. 이러한 선물에는 2003년 2억 5천3백만 유로 상당의 생명 보험, 2006년 2억 6천2백만 유로 상당의 또 다른 생명 보험, 2001년 파블로 피카소, 앙리 마티스, 피트 몬드리안, 로베르 들로네, 페르낭 레제의 그림을 포함하여 2천만 유로로 평가된 11점의 미술품, 초현실주의 작가 만 레이의 사진, 그리고 현금이 포함된다. 생명 보험은 베탕쿠르가 2003년과 2006년 두 차례 병원 치료를 받은 후 바니에에게 양도된 것으로 알려졌다. 2013년 4월, 포브스 잡지는 릴리안 베탕쿠르를 1999년 세계 최고 부자 여성으로 선정했으며, 자산은 300억 달러로 평가되었다.
2007년 12월, 아버지 사망 한 달 만에 프랑수아즈 베탕쿠르 메이예르는 베탕쿠르에 대한 abus de faiblesse(개인적인 이득을 위해 신체적 또는 심리적 약점을 이용하는 것) 혐의로 바니에를 상대로 형사 고소를 제기했다. 그녀의 고소 결과, 프랑스 국가 경찰의 재정 수사 부서인 브리가드 피낭시에르는 조사를 시작했고, 베탕쿠르의 직원들을 심문한 후 2009년 9월 낭테르 법원에 사건을 회부하기로 결정했다. 2009년 12월, 법원은 베탕쿠르의 정신 상태에 대한 의학적 검사 결과가 나올 때까지 사건 판결을 2010년 4월(나중에 2010년 7월까지 연장)로 연기했다. 그러나 베탕쿠르는 이러한 검사를 거부했다.
2010년 7월, 베탕쿠르의 집사 파스칼 보네푸아가 녹음한 테이프 내용이 공개되면서 재판은 다시 2010년 가을까지 연기되었다. 경찰에 넘겨진 이 테이프는 21시간 이상의 대화로 구성되어 있으며, 집사가 베탕쿠르가 알츠하이머병을 앓고 있으며 속임을 당하고 있다고 우려했기 때문에 녹음되었다. 이 테이프는 베탕쿠르가 바니에를 "유일한 상속인"으로 만들었다고 주장하는데, 이는 베탕쿠르 재산의 대부분을 차지하며 이미 딸과 두 손자에게 양도된 로레알 주식은 제외된다.
2010년 12월 6일, 베탕쿠르는 딸과 화해하여 일련의 소송을 종결했다. 베탕쿠르와 바니에는 헤어졌고, 그는 결국 베탕쿠르의 유언장에서 제외된 것으로 알려졌다. 그러나 다음 여름에 베탕쿠르가 딸이 심리 치료를 받아야 한다고 말하면서 분쟁이 재점화되었고, 이는 그들의 소원해진 관계를 다시 불러왔다.

### 후견인
2011년 6월 8일, 딸 메이예르가 베탕쿠르의 건강과 재산 관리 불능으로 인해 그녀를 국가의 피후견인으로 지정해달라는 신청을 법원에 제출했다고 보도되었다. 2011년 10월 17일, 프랑스 판사는 베탕쿠르의 정신 건강 악화에 대한 우려로 그녀를 가족 구성원의 후견인으로 지정해야 한다고 판결했다. 프랑수아즈 베탕쿠르-메이예르와 베탕쿠르의 두 손자는 그녀의 재산과 소유물에 대한 통제권을 얻었다. 손자 중 한 명은 추가로 그녀의 개인 후견인으로 지정되었다. 릴리안 베탕쿠르의 변호사는 항소할 것이라고 말했으며, 르 몽드 신문에 "베탕쿠르 부인은 딸과 '핵전쟁'을 벌일 준비가 되어 있었다"고 전했다. 2014년 현재 프랑수아즈 베탕쿠르-메이예르는 재산의 후견인이며, 로레알 이사회 이사이자 베탕쿠르 가족 지주 회사인 테티스의 감독 이사회 구성원인 프랑수아즈의 아들 장빅토르는 판사가 그가 "릴리안 베탕쿠르와 프랑수아즈 베탕쿠르-메이예르 사이의 모든 갈등을 막을 수 있는 유일한 사람"이라고 결정한 후 그녀의 건강과 개인 생활을 감독한다.

## 매도프 피해자
베탕쿠르는 버나드 매도프의 폰지 사기의 가장 유명한 피해자 중 한 명으로, 2,200만 유로를 잃었다고 보도되었다. 그녀는 르네티에리 마공 드 라 빌르위슈가 공동 설립한 액세스 인터내셔널 어드바이저스가 관리하는 펀드의 첫 투자자였다. 드 라 빌르위슈는 자신의 펀드가 매도프에게 상당한 자본을 투자했다는 사실이 알려진 후 2008년 12월 22일 자살했다.

## 정치 스캔들
2010년 6월, 베탕쿠르 사건 동안, 베탕쿠르는 그녀의 집사가 녹음한 테이프의 다른 세부 사항이 공개된 후 프랑스의 고위 정치 스캔들에 휘말렸다. 이 테이프는 베탕쿠르와 그녀의 재정 고문인 파트리스 드 메스트르 간의 대화를 담고 있으며, 베탕쿠르가 신고되지 않은 스위스 은행 계좌에 상당한 현금을 보관함으로써 세금을 회피했을 수 있음을 시사한다. 이 테이프는 또한 베탕쿠르와 프랑스 예산 장관인 에리크 뵈르트 사이의 대화를 포착했는데, 뵈르트는 예산 장관으로서 부유층 세금 회피자들을 잡기 위한 고위급 캠페인을 진행하면서 아내의 베탕쿠르 재산 관리 일자리를 청탁하고 있었다. 더욱이 베탕쿠르는 뵈르트가 예산 장관이었을 때 3천만 유로의 세금 환급을 받았다.
2010년 7월, 베탕쿠르의 전 회계사 클레르 티부(Claire Thibout)가 프랑스 탐사 웹사이트 메디아파르트와의 인터뷰에서 보수 프랑스 정치인들이 뇌이쉬르센에 있는 베탕쿠르의 저택에서 현금으로 가득 찬 봉투를 자주 받았다고 주장하면서 스캔들은 확대되었다. 그녀는 대중운동연합의 재무관이었던 뵈르트가 2007년 3월 니콜라 사르코지의 대선 캠페인 자금으로 15만 유로의 현금이 담긴 봉투를 받았다고 주장했다. 그녀는 또한 사르코지가 1983년부터 2002년까지 뇌이쉬르센 시장 재임 중 베탕쿠르의 집에 자주 방문하여 현금이 담긴 봉투를 받았다는 주장을 했다가 철회했다. 며칠 후, 그녀는 프랑스 경찰의 압력으로 사르코지의 불법 현금에 대한 증언을 철회했다고 밝혔다. 사르코지와 뵈르트 모두 불법 행위를 부인했다. 이러한 주장 이후, 프랑스 경찰은 베탕쿠르의 재산을 관리하는 회사 클리멘을 이끄는 드 메스트르의 집과 사무실을 수색했다. 프랑스 법은 정치 기부금을 정당에 7,500유로, 개인에게 4,600유로로 제한한다. 150유로를 초과하는 기부금은 기부자가 명확하게 명시된 수표로 지불해야 한다.

## 포브스 순위
포브스는 베탕쿠르를 세계에서 가장 부유한 사람 목록에 포함시켰으며, 추정 재산은 388억 달러(2016년 6월 28일 기준)였다. 2016년 기준으로 그녀는 세계 최고 여성 억만장자였고, 프랑스에서 가장 부유한 사람이기도 했다.
2005년, 포브스는 그녀를 세계에서 39번째로 영향력 있는 여성으로 평가했다.